# Santa Maria de Sant Martí de la Morana
Santa Maria és l'església parroquial de la població de Sant Martí de la Morana, al municipi de Torrefeta i Florejacs (Segarra), inclosa a l'Inventari del Patrimoni Arquitectònic de Catalunya.
És un edifici de pedra de dimensions reduïdes. La façana principal presenta una coberta a dues aigües esgraonada i una portada amb llinda de pedra, on apareix la inscripció "1706". En el mur de llevant, als peus de la nau, s'aixeca una estilitzada torre de tres cossos. Aquesta presenta quatre cares amb una finestra d'arc de mig punt en cadascuna i una petita balustrada. Al damunt, anys més tard, s'hi va afegir un cos més petit, també quadrangular, amb obertures semicirculars.
És una església de nau única que consta de tres trams, un cor i un absis rectangular. S'obren dues capelles en el mur de tramuntana i una capella coberta amb volta de canó al mur de llevant. El seu interior es troba tot arrebossat i pintat de blanc, mentre que els murs exteriors presenten un parament amb filades de carreus regulars molt ben escairats.